# Mussa Dagh
Il Mussa Dagh (Monte di Mosè, Turco: Musa Dağı, Armeno: Մուսա Լեռ, Musa Ler) è una montagna nel gruppo dei Monti Nur o Amanos, propaggine orientale della catena dell'Anti-Tauro nella provincia di Hatay in Turchia.
Nel 1915 fu luogo di una strenua resistenza della locale popolazione armena durante il genocidio armeno. Alla vicenda si ispirò il romanzo storico I quaranta giorni del Mussa Dagh dello scrittore Franz Werfel.